# 阿拉里区
阿拉里区（俄語：Ала́рский райо́н）是俄罗斯联邦伊尔库茨克州下辖的一个区，其行政中心为库图利克。据2016年统计，该区的人口为20679人。